# フランケンシュタイン (1910年の映画)
『フランケンシュタイン』は、1910年製作のアメリカ映画。

## 概要

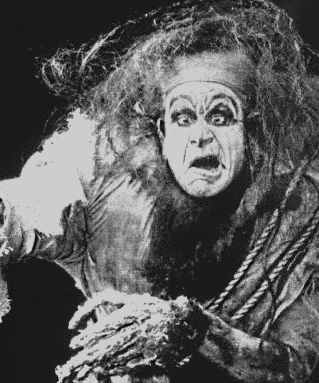
怪物役のチャールズ・スタントン・オーグル

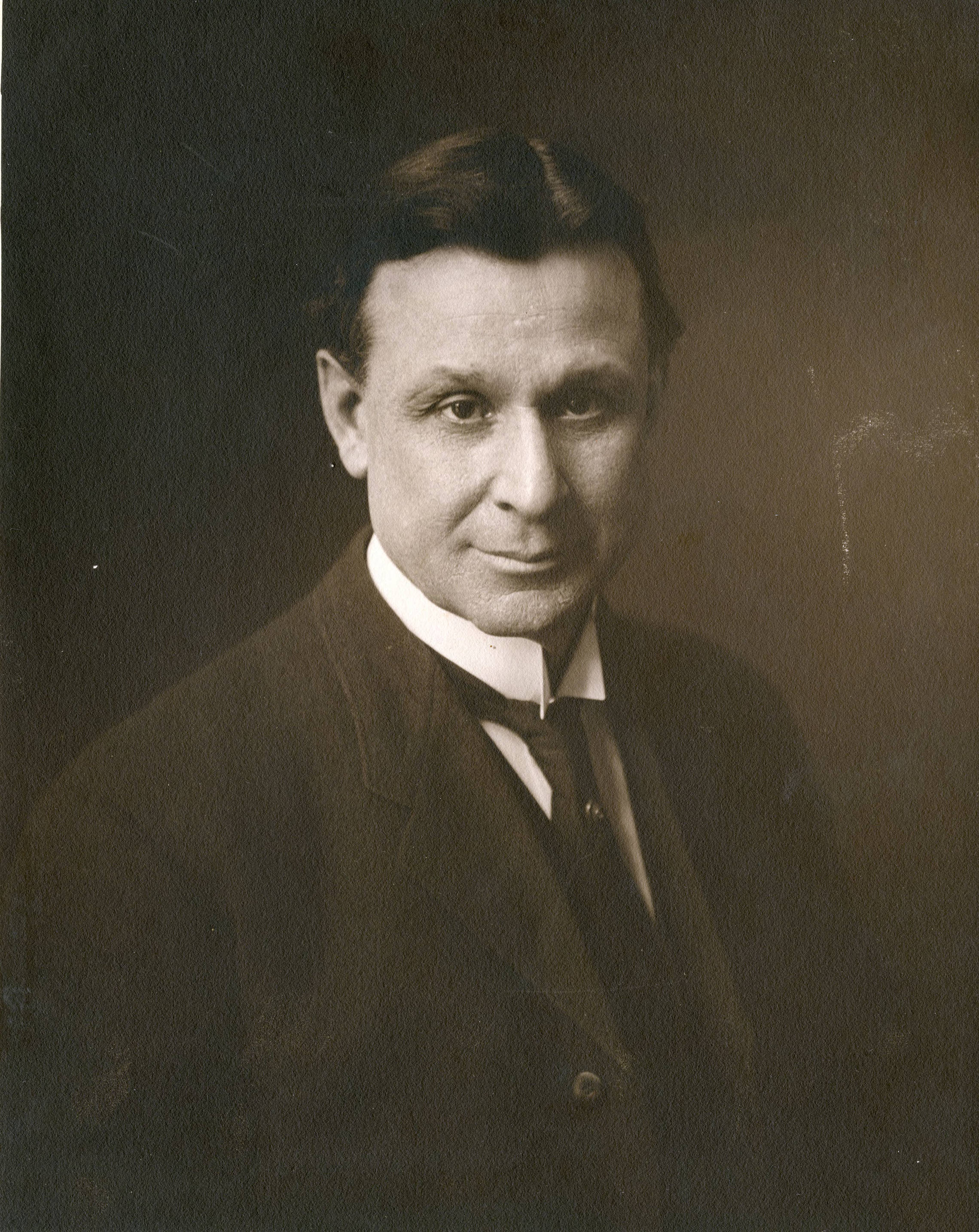
素顔のチャールズ・スタントン・オーグル

J・サール・ドーリーが脚本・監督を担当し、「エジソン・スタジオ」によって制作された映画である。メアリー・シェリーの小説『フランケンシュタイン』の映画化はこれが初めてである。
撮影は3日間かけて行われ、ニューヨークのブロンクス区にあるエジソン・スタジオで制作が行われた。いくつかの文献にはプロデューサーとしてトーマス・エジソンの名前が挙がっているが、実際は制作に参加しておらず、エジソン・スタジオが彼の名前を借りただけである。
製作体制は不完全で、賃金が払われなかったスタッフもおり、フランケンシュタイン役のオーガタス・フィリップスや、怪物役のチャールズ・スタントン・オーグル、婚約者役のメアリー・フラーへの賃金の支払いも不十分だった。
長い間、この映画のフィルム原版は現存しないものとされていた。1950年代に、この映画のポジ・フィルムはウィスコンシン州の映画コレクター、アロイス・デットラフによって購入された。デットラフ本人はずいぶん後になるまで、このポジ・フィルムがどれだけ貴重なものか知らなかったという。
1963年、あらすじ書きとスチール写真が掲載されたエジソン社の映画カタログ、『エジソン・キネマトグラム』（1910年5月15日発行）が発見された。
デットラフの全長版ポジ・フィルムが公になったのは1970年代で、画質は低下していたが、鑑賞する分には問題なく、色合いや字幕も1910年当時のままだった
。70年代後半にデットラフのフィルムは、フィルムや写真の博物館である「ジョージ・イーストマン・ハウス」によって35mmフィルムにコピーされ、保存されることとなった。

## あらすじ
エジソン・キネマトグラムより
若き学生であるフランケンシュタインは、恋人と自分の父親に別れを告げて、科学を学ぶべく家を出て大学に入った。大学に来てすぐに、彼は生と死の神秘性に取り付かれる。「人間を創る」という野望を抱いて実験を始めた彼は、「世界一完璧な人間」を作る方法を見出し、ある夜ついに「人間」を生み出し、その野望を果たす。
フランケンシュタインの実験室にある大窯の中で、化学薬品にまみれながら現れる「怪物」の姿は、本編中最も不気味だが、最も神秘的で魅力的なシーンでもある。彼の目前に出現したものは恐ろしいことに、彼が望んだ「美しく、優雅で完全無欠な肉体」ではなく、おぞましく忌まわしい「怪物」だった。
自らがしでかしたことを悟ったフランケンシュタインは部屋から逃げ出すが、ベッドのカーテンの隙間からちらりと見えた不恰好な怪物の姿に、彼は気絶してしまう。しばらくして使用人が彼を見つけ、意識を取り戻させる。
数週間、病の床に就いた後、実家に帰ったフランケンシュタインはやつれて悲観にくれていたが、父と恋人の愛情のもと、健康と意志を取り戻し、わずかながらも人生に希望を見出した。この描写はつまり、フランケンシュタインが正常な心のまま、邪悪で不自然な考えに打ち勝っておれば、怪物を作るなどということはなかった、とほのめかしている。
その後、フランケンシュタインと婚約者との結婚の日時が決められる。しかしある夜、図書室にいたフランケンシュタインは、目の前の鏡に怪物の姿がチラッと見えたように感じ、開かれた自分の部屋のドアから怪物の姿を見てしまう。恐怖にとらわれ、婚約者に真実を知られることを恐れた彼は、怪物をカーテンの裏に隠した後、部屋に入ってきた彼女をあわてて迎える。
ここから場面は強くドラマチックなものとなる。創造者に犬のごとく従順な怪物には、全ての人間に対する狂気じみた嫉妬があった。それが故に彼は主人のコートから婚約者が挿したバラを抜き取り、めちゃくちゃにして主人に向かって床に投げつけてしまう。　そのとき、怪物は顔を上げ、生まれて初めて鏡に映った己の姿を見てしまう。その姿に驚き、恐れを抱いた怪物は、主人の部屋を飛び出してしまう。
何もできず、ただ創造者の分身として生きるしかないのかと絶望した怪物は、フランケンシュタインの結婚式の当日、彼の部屋に再び現れ、己の嫉妬の原因を探るために、花嫁の部屋へと入る。大広間にいたフランケンシュタインは、花嫁の悲鳴を聞いてかけつける。花嫁は部屋から駆け出して、フランケンシュタインの足元で気絶する。そこへ怪物がやってきて、フランケンシュタインの努力もむなしく、怪物は強力を示したのちに家を飛び出してしまう。
それから、観客に対するこの映画のテーマが明らかになってくる。花嫁のフランケンシュタインへの愛が、彼の心から強さや不純としての怪物を追い出し、これを開放させるのである。その直後に続くシーンとして、怪物の実体がだんだんと消えていき、鏡に虚像だけが残るという描写がある。すぐにフランケンシュタインが鏡の前に立ったとき、観客は鏡に、フランケンシュタイン自身の姿ではなく、怪物の姿が映っているのに驚かされる。
しかし、婚約者の愛と、フランケンシュタイン自身の心が健全になったおかげで、怪物の虚像は鏡から消え、若きフランケンシュタインの姿が映ることとなり、花嫁は彼と結ばれ、物語は抱擁で締めくくられる。フランケンシュタインの心はいまやひどい恐怖と、長きに渡る苦悩から解放されたのである。

## 関連作品
- 『エジソンのフランケンシュタイン1910』

2003年に、クリス・ヤンバーとロブ・バイハンによって書かれた、40ページの漫画小説。原作を再現して、白黒漫画である上に会話がなく、ナレーションだけで描かれる。